# Брегг (лунный кратер)
Кратер Брегг (лат. Bragg) — крупный древний ударный кратер находящийся на обратной стороне Луны. Название дано в честь английского физика, лауреата Нобелевской премии по физике за 1915 г., Уильяма Генри Брэгга (1862—1942) и утверждено Международным астрономическим союзом в 1970 г. Образование кратера относится к донектарскому периоду.

## Описание кратера

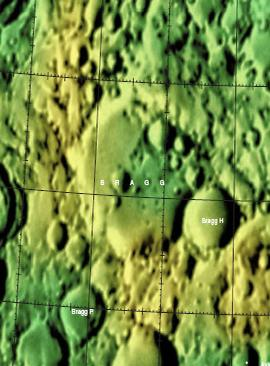
Фрагмент карты LAC-36.

Ближайшими соседями кратера являются крупный кратер Лакчини на западе; большой кратер Стефан на северо-западе; крупный кратер Рынин на севере; небольшой кратер Шенфельд на северо-востоке; крупный кратер Авиценна на юго-востоке; огромный кратер Лоренц на юге-юго-востоке и крупный кратер Уинлок на юге-юго-западе.
Селенографические координаты центра кратера 42°20′ с. ш. 103°26′ з. д. / 42,33° с. ш. 103,44° з. д., диаметр 77,2 км, глубина 2,8 км.
За время своего существования кратер значительно разрушен и превратился в понижение местности неправильной формы. Наиболее сохранилась западная часть вала, северная и восточная части практически полностью разрушены. Юго –восточная часть вала перекрыта сателлитным кратером Брегг H (см. ниже). Высота вала над окружающей местностью 1380 м, объем кратера составляет приблизительно 6600 км³.

## Сателлитные кратеры
| Брегг | Координаты                                              | Диаметр, км |
| ----- | ------------------------------------------------------- | ----------- |
| H     | 41°28′ с. ш. 101°21′ з. д. / 41,47° с. ш. 101,35° з. д. | 36,6        |
| M     | 38°52′ с. ш. 102°46′ з. д. / 38,87° с. ш. 102,77° з. д. | 44,3        |
| P     | 39°45′ с. ш. 104°46′ з. д. / 39,75° с. ш. 104,76° з. д. | 28,9        |

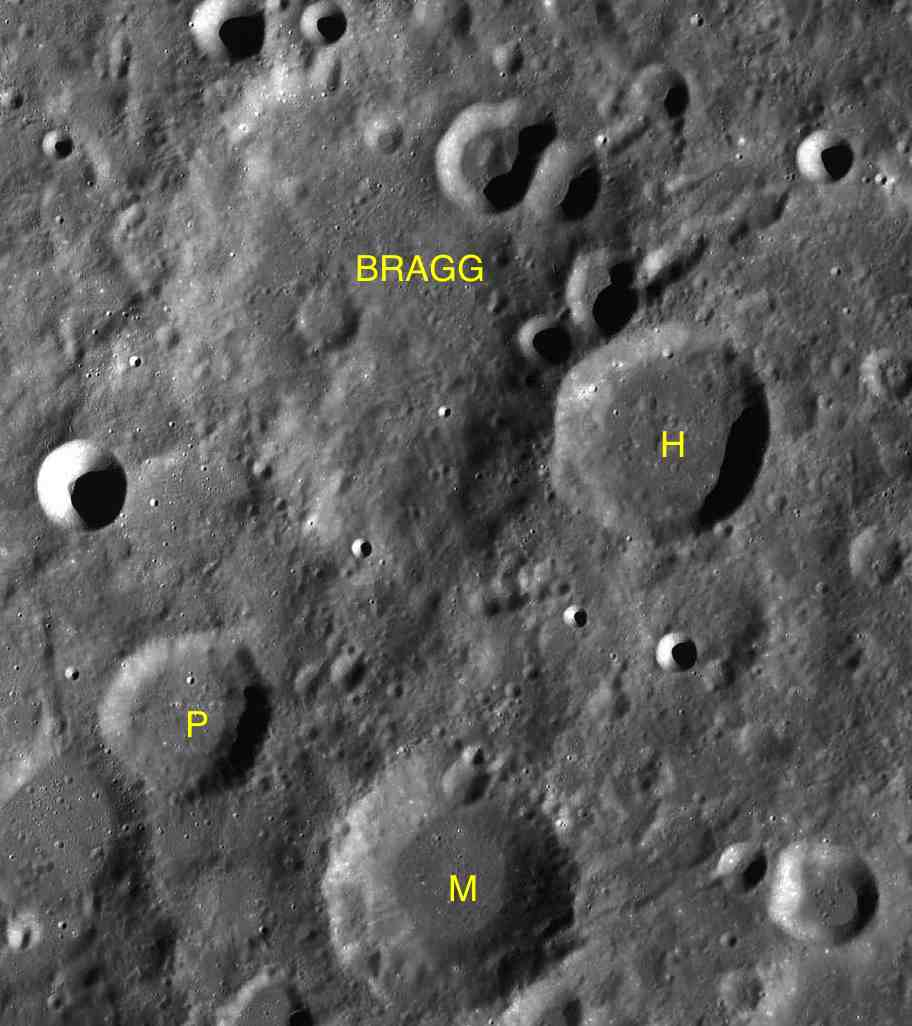
Фрагмент карты LAC-36.

- Образование сателлитного кратера Брегг H относится к раннеимбрийскому периоду[1].
- Образование сателлитных кратеров Брегг M и P относится к нектарскому периоду[1].